# باب الطباشير
بابُ الطباشير رواية من تأليف الكاتب العراقي أحمد سعداوي، صدرت في 28 كانون الثاني 2017 في بغداد عن منشورات الجمل.
صدر للرواية حتى الآن 12,000 نسخة على 6 طبعات.

## الترجمات
| لغة الترجمة    | العنوان        | المترجم    | تاريخ نشر الترجمة | الناشر         | هامش        |
| -------------- | -------------- | ---------- | ----------------- | -------------- | ----------- |
| اللغة الفارسية | درگاه گچين     | امل نبهانى | 2018              | نیماژ          | [ 4 ]       |
| اللغة الكردية  | دەرگای تەباشیر | دانا عسكر  | 2018              | منشورات ديالوك | [ 5 ] [ 6 ] |